# 히미정
히미정(氷見町)은 에히메현 니이군에 설치되었던 정이다. 현재의 사이조시에 해당한다.